# 诺阿耶 (科雷兹省)
诺阿耶（法語：Noailles，法語發音：[nɔaj]）是法国科雷兹省的一个市镇，位于该省西南部，属于布里夫拉盖亚尔德区。

## 地理
诺阿耶（45°6'10"N, 1°31'22"E）面积12.57 平方千米，位于法国新阿基坦大区科雷兹省，该省份为法国中南部省份，北起上维埃纳省和克勒兹省，西接多爾多涅省，南至洛特省，东临多姆山省和康塔爾省。
与诺阿耶接壤的市镇（或旧市镇、城区）包括：布里夫拉盖亚尔德、沙斯托、瑞雅勒-拿撒勒、内斯普勒。
诺阿耶的时区为UTC+01:00、UTC+02:00（夏令时）。

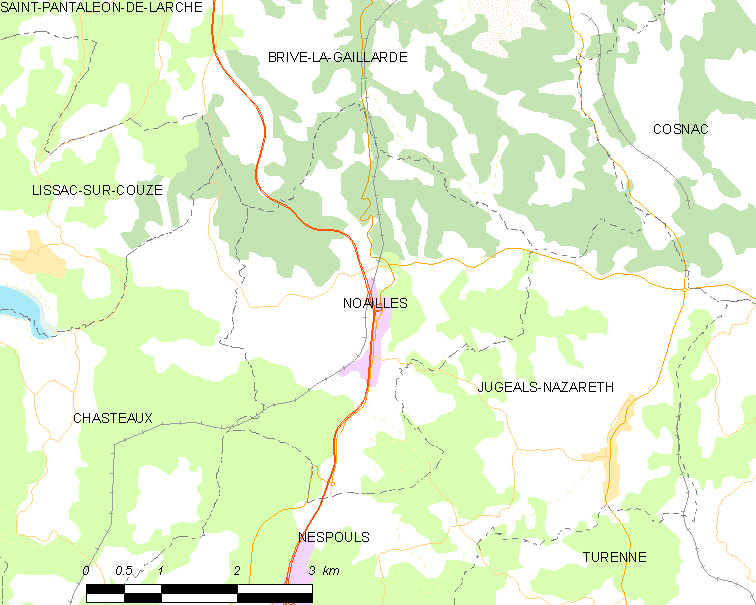
诺阿耶的OSM定位图

## 行政
诺阿耶的邮政编码为19600，INSEE市镇编码为19151。

## 政治
诺阿耶所属的省级选区为圣庞塔莱翁-德拉尔什县。

## 交通
法国国家A20号高速公路经过境内并设有出入口。科雷兹省省道D73线、D158线和D920线在境内交汇。

## 人口

1962-2008年间诺阿耶人口变化图示

诺阿耶于2022年1月1日时的人口数量为945人。